# Transport ferroviaire au Kazakhstan
Le transport ferroviaire en Kazakhstan repose sur un réseau ferroviaire de plus de 13 000 km, exploité par la Société nationale des chemins de fer du Kazakhstan (KTZ). Héritage de l'URSS, il a souffert d'un manque d'investissements après l'indépendance. Mais ceux-ci se sont accrus fortement, et il est maintenant en cours de modernisation. 

## Histoire

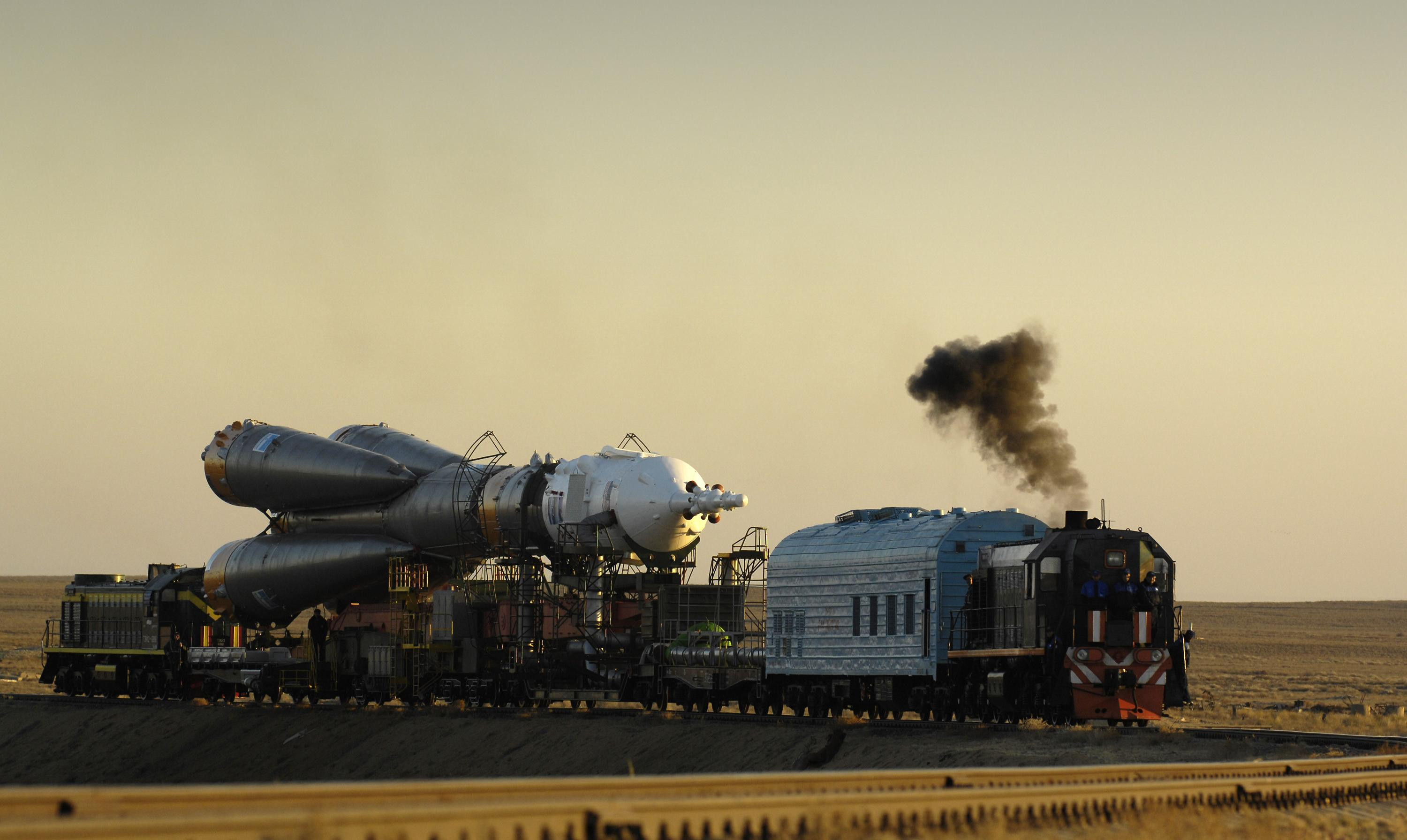
Train transportant un lanceur Soyouz à Baïkonour.

Le réseau ferroviaire ainsi que les infrastructures nationales sont issues de l'Union soviétique, et ont été conçues à l'époque ou le Kazakhstan était une République socialiste soviétique. De ce fait, la logique de desserte et la structuration du réseau ont été pensées à l'échelle de l'URSS, et non uniquement du Kazakhstan. L'héritage soviétique se traduit également par l'écartement russe des voies (1 520 mm).
Une fois l'indépendance du Kazakhstan effective, le réseau a vu son utilisation diminuer, et son entretien devenir minimal. Aujourd'hui conscient de la nécessité de rénover et de moderniser le système ferroviaire, composante majeure du secteur des transports représentant une part prépondérante de son PIB, le Kazakhstan a compris sa place d'espace de transit entre l'Europe et l'Asie, et a inscrit ce vaste chantier comme axe stratégique majeure de sa politique intérieure.
C'est dans cette optique que l'entreprise française Alstom, via une filiale russe, a conclu d'importants contrats. Le 4 décembre 2012, KTZ, Alstom et Transmashholding ont inauguré l'usine de locomotive électrique d'Astana en compagnie du président. Cette opération repose sur une commande chiffrée à 1,3 milliard d'euros établie en 2010, visant à fournir à KTZ 200 locomotives de fret (KZ8A) et 95 locomotives passagers (KZ4AT). Début 2013, Alstom obtenait, dans le cadre d'une coentreprise, un contrat portant sur la fourniture de 10 000 moteurs d'aiguillage sur dix ans, chiffré à 90 millions d'euros.

## Réseau ferré

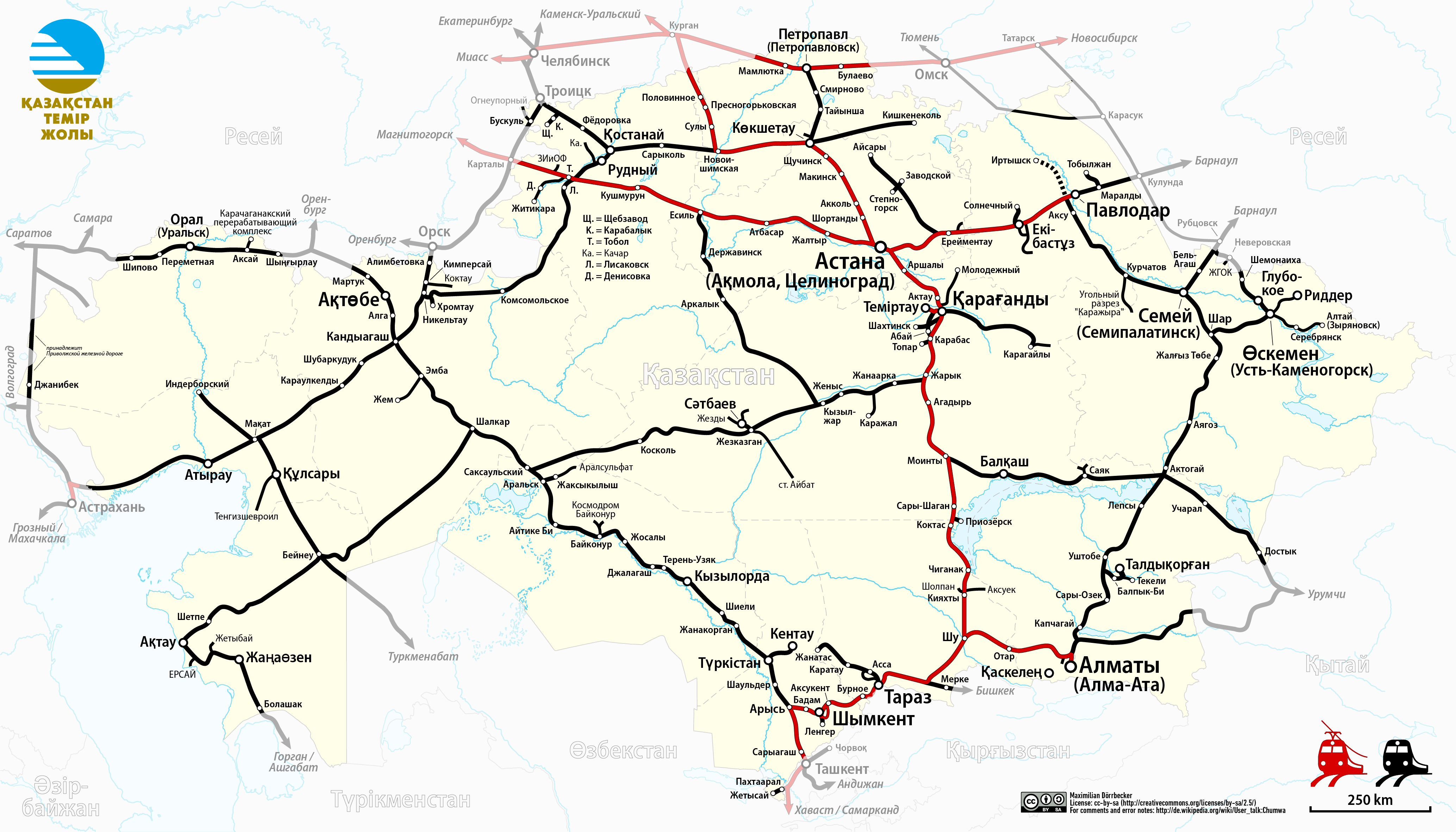
Cartes du réseau ferré au Kazakhstan.

Le réseau ferré du Kazakhstan s'étend sur une longueur cumulée de près de 14 319 km (2012) dont un tiers seulement est à double voie. 
Il est hérité de l'URSS et il est à écartement russe ce qui est pratique pour les pays de l'ex-URSS mais pose un problème avec la Chine qui est à écart normal obligeant à un changement d'écartement à Dostyk et à Korgas.
En 1993, 3 050 km étaient électrifiés en (25 kV 50 Hz AC).
Le réseau est également connecté aux pays limitrophes.
Les sections au Kazakhstan des réseaux Transaral, Transcaspien, et Turkestan-Sibérie sont intégrés dans la gestion nationale.
Le réseau continue à s'étendre,.

## Matériel roulant
La Société nationale des chemins de fer du Kazakhstan KTZ gère un parc important, composé de 3 000 locomotives, 2 300 voitures, plus de 90 000 wagons de marchandises. KTZ dispose également de quarante-deux dépôts de locomotives et deux centres de maintenance du matériel remorqué.

## Galerie de photographies

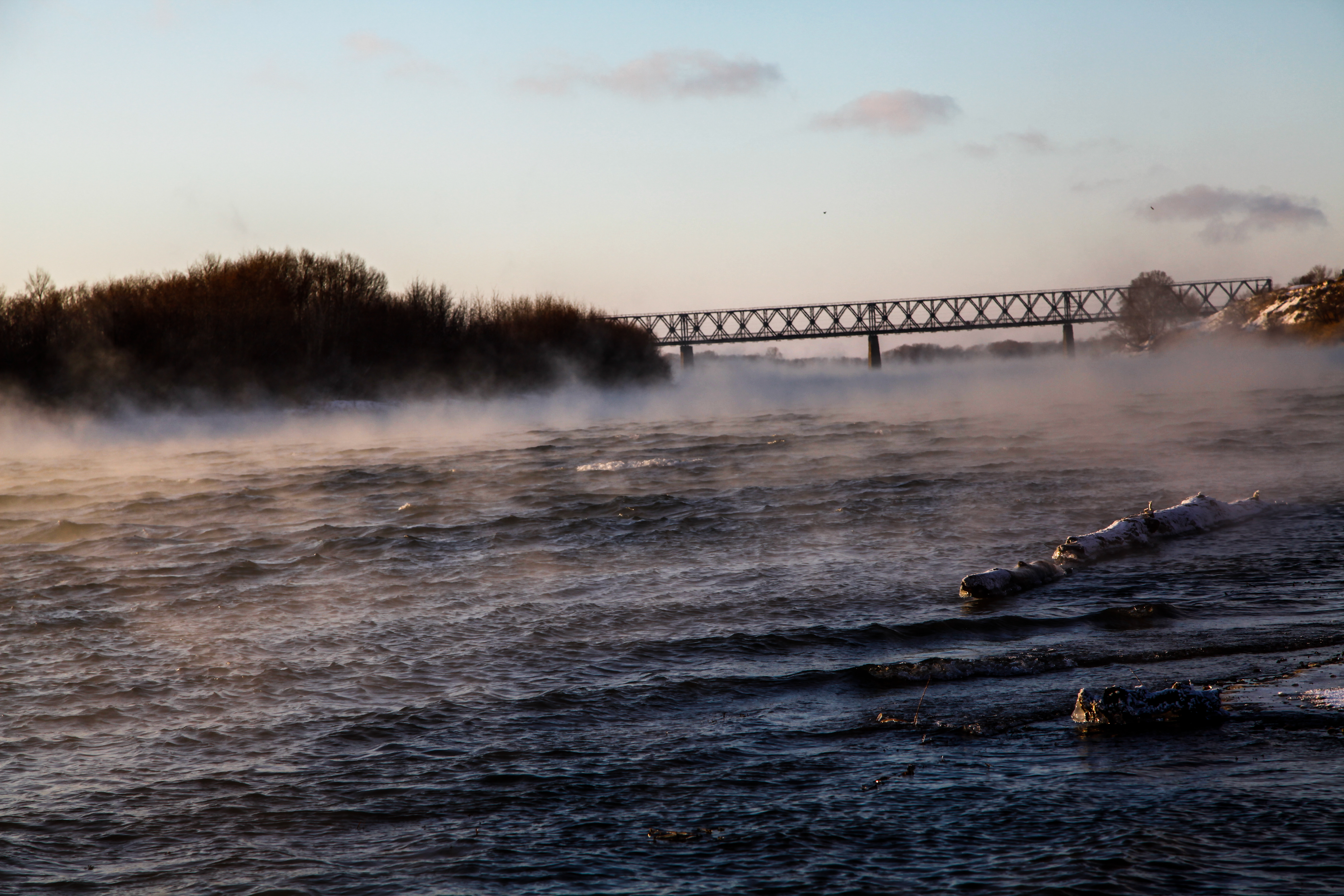
Pont sur l'Irtych à Pavlodar
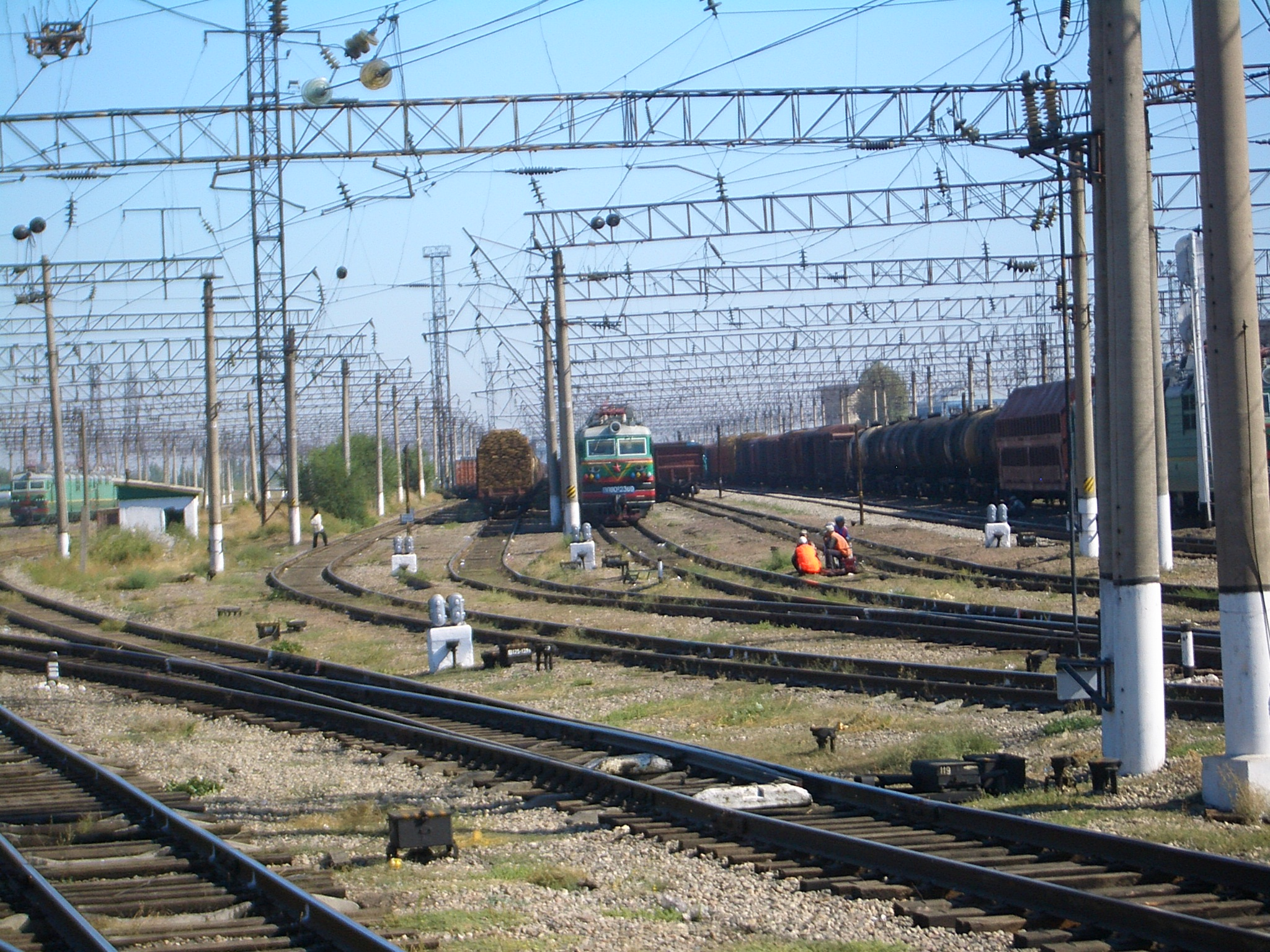
La jonction de Chou.
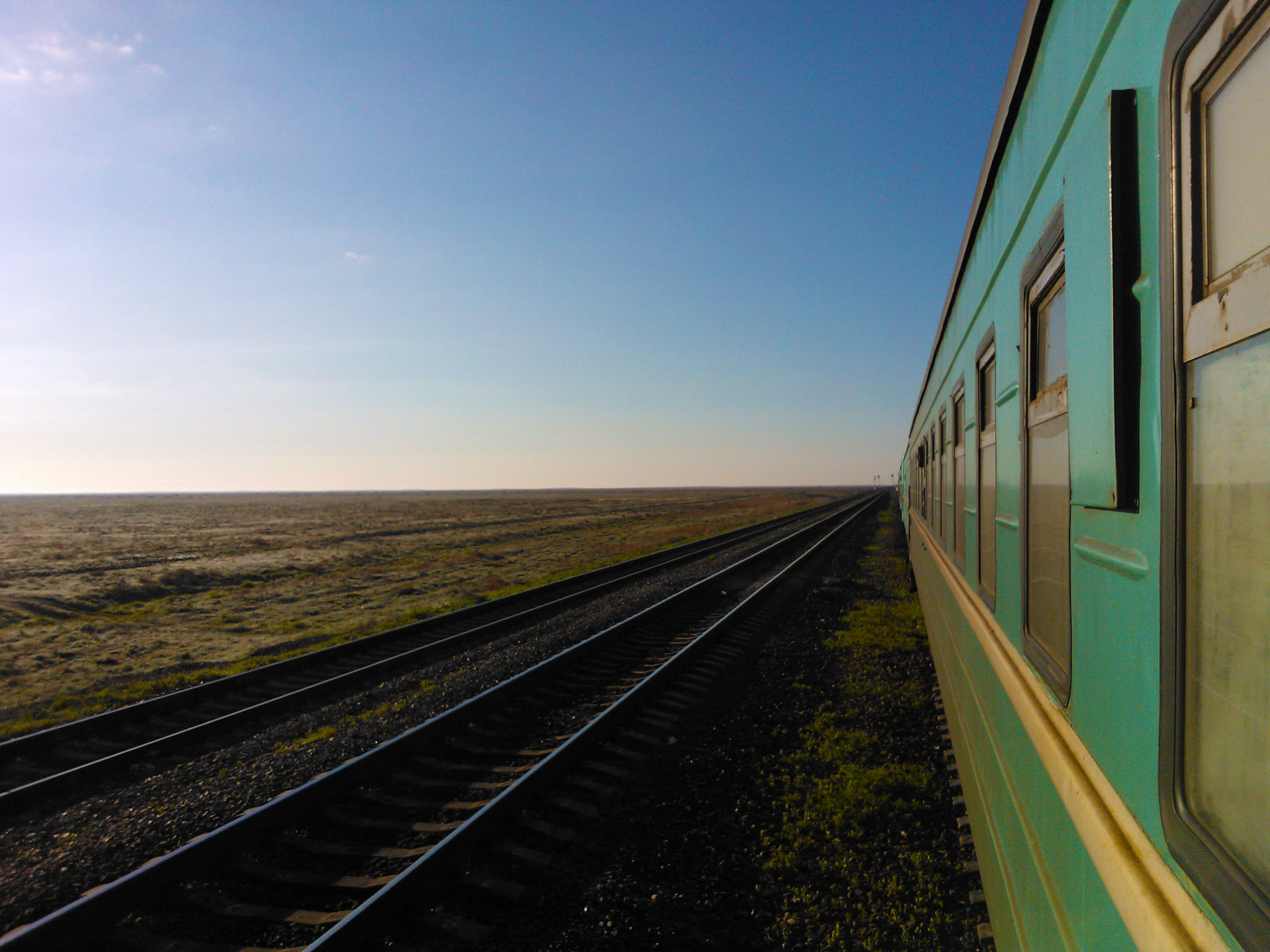
Le Turksib dans la steppe septentrionale du Kazakhstan.
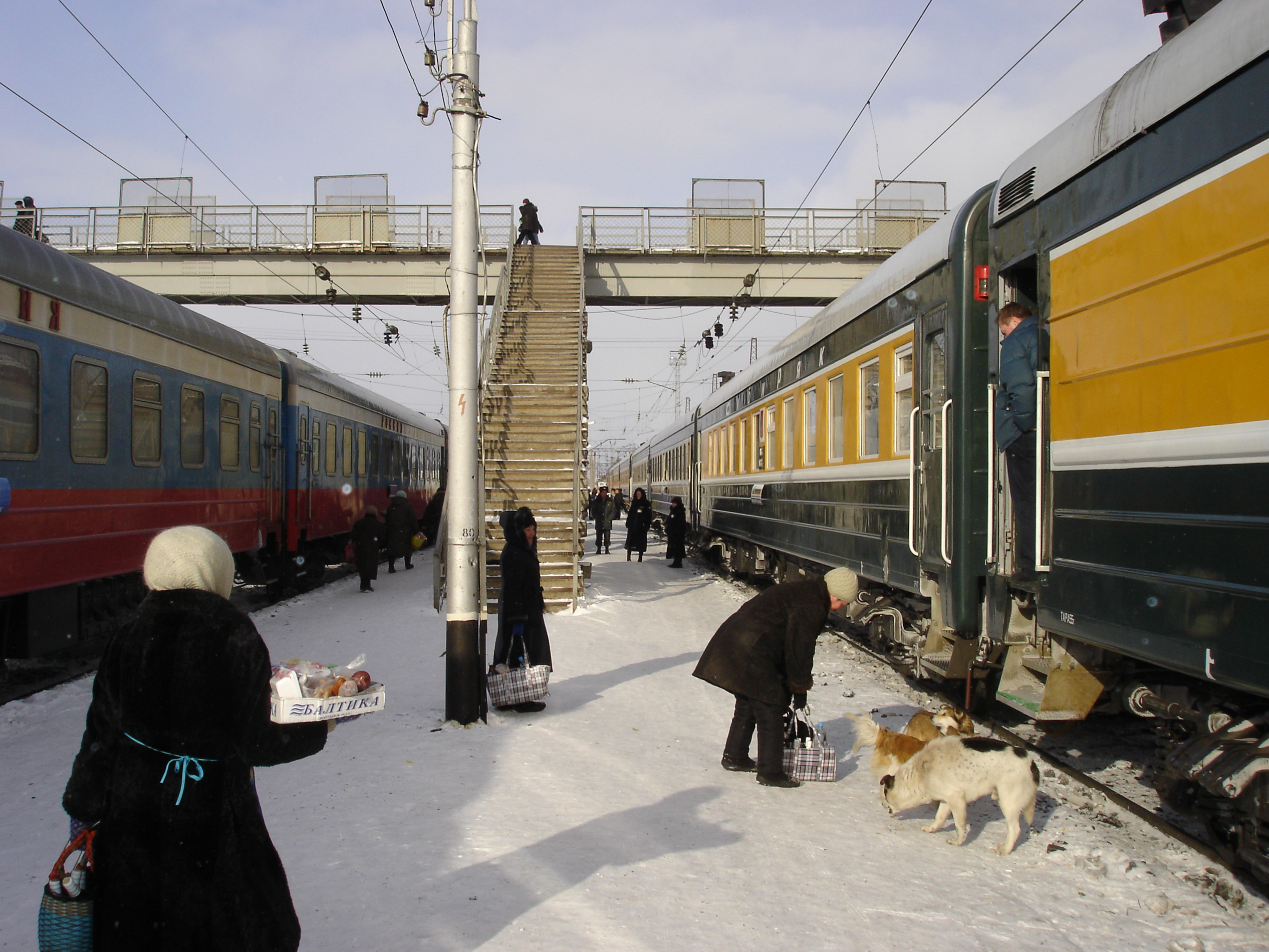
Les trains Moscou-Vladivostok et Novossibirsk-Moscou à Balezino.